# Сан-Мартин (департамент, Сантьяго-дель-Эстеро)
Департамент Сан-Мартин  (исп. Departamento de San Martin) — департамент в Аргентине в составе провинции Сантьяго-дель-Эстеро.
Территория — 2097 км². Население — 9831 человек. Плотность населения — 4,70 чел./км².
Административный центр — Бреа-Посо.

## География
Департамент расположен в центральной части провинции Сантьяго-дель-Эстеро.
Департамент граничит:
- на севере — с департаментом Роблес
- на востоке — с департаментом Сармьенто
- на юго-востоке — с департаментом Авельянеда
- на юге — с департаментом Атамиски
- на юго-западе — с департаментом Лорето
- на западе — с департаментом Силипика

## Административное деление
Департамент включает 2 муниципалитета:
- Бреа-Посо
- Табоада

## Важнейшие населенные пункты[3]
| № | Населённый пункт | Населённый пункт (исп.) | Категория | Население чел. (2010) | На карте                        |
| - | ---------------- | ----------------------- | --------- | --------------------- | ------------------------------- |
| 1 | Бреа-Посо        | Brea Pozo               | поселок   | 1878                  | 28°14′37″ ю. ш. 63°56′59″ з. д. |
| 2 | Эстасьон-Табоада | Estación Taboada        | поселок   | 1512                  | 28°00′30″ ю. ш. 63°44′40″ з. д. |
| 3 | Эстасьон-Роблес  | Estación Robles         | поселок   | 388                   | 28°02′51″ ю. ш. 63°59′28″ з. д. |
| 4 | Вилья-Нуэва      | Villa Nueva             | поселок   | 303                   | 28°18′06″ ю. ш. 64°01′42″ з. д. |